# 浦和重
浦 和重（うら　かずしげ、1975年11月10日 - ）は、日本のボート選手（ローイング選手）。NTT東日本-東京北所属。

## 概要
福岡県糸島市（旧二丈町）出身。私立福岡舞鶴高校ボート部出身。日本大学卒業。高校時代よりボート競技を始め、2004年アテネオリンピックでは武田大作とともに軽量級ダブルスカルに日本代表として出場し、6位入賞。
2005年8月31日に岐阜県長良川国際レガッタコースで行われた世界選手権では、軽量級シングルスカル敗者復活戦で当時の世界最高に相当するタイムでゴールしたが、順流が強かったため参考記録とされた。